# Easy Pieces
Easy Pieces was de tweede langspeelplaat van Lloyd Cole and the Commotions op het Polydor-label. Het album kwam uit in 1985, een jaar na het succesvolle debuut Rattlesnakes en werd geproduceerd door Clive Langer en Alan Winstanley. "Lost Weekend" en "Brand New Friend" waren top 20 hits in het Verenigd Koninkrijk.

## Tracks
1. Rich
2. Why I Love Country Music
3. Pretty Gone
4. Grace
5. Cut Me Down
6. Brand New Friend
7. Lost Weekend
8. James
9. Minor Character
10. Perfect Blue
11. Her Last Fling - (Bonus Track)
12. Big World - (Bonus Track)
13. Never Ends - (Bonus Track)